# 영장 (청나라)
순군왕(循郡王, 1735년 7월 15일 ~ 1760년 8월 16일)은 중국 청나라 제6대 황제 건륭제(乾隆帝)의 서자(庶子)이며 청나라 제7대 황제 가경제(嘉慶帝)의 이복 형이고 이름은 아이신줴뤄 융장(愛新覺羅 永璋, 애신각라 영장)이다.

## 생애
부황 건륭제 때 일찍이 군왕 작위에 책봉되었고 황족 종실 관료를 지냈으나 병약하여 향년 25세의 젊은 나이로 훙서(薨逝)하였다.

## 같이 보기
- 각혜황귀비
- 철민황귀비
- 순혜황귀비